# 罗杰·古德尔
罗杰·斯托科·古德尔（1959年2月19日—），美国商人，于2006年起担任全国橄榄球联盟总裁（Commissioner）。

## 生平

### 早年
罗杰·古德尔于1981年毕业于宾夕法尼亚州的华盛顿和杰斐逊学院，取得经济学学士学位。1982年进入NFL办公室，从行政实习生做起，收获了时任NFL总裁的的皮特·罗泽尔赏识。1984年，罗杰·古德尔成为NFL公关部助理，他还在1986年超级碗比赛前当过皮特·罗泽尔的司机。他后来在继任的NFL总裁保罗·塔利亚布手下工作。到2001年，罗杰·古德尔已经晋升为NFL执行副总裁兼首席运营官。

### NFL总裁
在2006年的NFL总裁选举中，罗杰·古德尔获得NFL各支球队老板的支持，成功当选总裁，接棒保罗·塔利亚布。
罗杰·古德尔在担任NFL总裁时期，大举推进了NFL的商业化，大幅增加了转播合同收益，增加了比赛场次，并且协助各队翻修球场，受到了球队老板的欢迎和支持。
到2021年，他领导下的NFL年收入突破了100亿美元大关。他在对球员以及球队不当行为方面的处罚比前任严苛，期间发生了新英格兰爱国者队放气门等风波。罗杰·古德尔同时努力维护着NFL的公关形象，2009年，他曾因球员脑震荡问题被传唤至国会，之后在持续集体诉讼的压力下，于2013年和NFL前球员集体达成了脑震荡讼诉的拟议和解。